# Aigues-Vives (Hérault)
Aigues-Vives é uma comuna francesa na região administrativa de Occitânia, no departamento de Hérault. Estende-se por uma área de 12,81 km². Em 2010 a comuna tinha 474 habitantes (densidade: 37 hab./km²).